# PR-AV 16
El sendero PR-AV 16, senda de la garganta de Bohoyo es un sendero de Pequeño Recorrido que permite alcanzar la cabecera de la garganta de Bohoyo partiendo de la localidad del mismo nombre. Este sendero está homologado por la Federación de Deportes de Montaña y Escalada y Senderismo de la Junta de Castilla y León (FDMESCYL).
La ruta se enmarca en el espacio protegido del parque regional de la Sierra de Gredos.

## Descripción del recorrido
El comienzo de la ruta se sitúa en la carretera de Navamediana a Bohoyo. A mitad de recorrido entre ambas localizaciones, surge un camino que se adentra en la garganta y transcurre siempre paralelo al cauce del río por su margen derecha. Tras atravesar el Arroyo del Horcajo y la Fuente de la Navazuela, llegaremos primero al Refugio de La Seca, más adelante a la Fuente y al Refugio de La Redonda y, al final, al de La Longuilla.
Siguiendo la ascensión nos encontraremos, a nuestra derecha, con los Riscos de Bollo en la otra ladera de la senda. Después ascendemos por una pendiente más pronunciada, siempre por el fondo del valle, para situarnos ya a más de 1.800 metros de altura.
Atravesamos la zona denominada de La Hoya, la parte alta de la garganta, con picos a nuestra izquierda como El Berrueco (2.254 m) y Meapoco (2.396 m). Frente a nosotros se encuentra el pico de El Belesar (2.413 m) y el collado del mismo nombre siendo el fin de nuestra ruta.
Se trata de un trayecto lineal, que se lleva a cabo a pie (7 h sólo ida). tiene una longitud de 14,7 km y un desnivel de subida de 1250 m. 
La época recomendada es primavera, verano, otoño.
La dificultad de la ruta es alta.

## Refugios
Existen varios refugios en este sendero:
- Refugio de la Seca
- Refugio de la Redonda
- Refugio la Longuilla
- Refugio el Lanchón
- Refugio el Belesar